# Збройні сили Сейшельських Островів
Народні сили оборони Сейшельських островів — військова організація, сформована для військового захисту Сейшельських Островів від внутрішніх і зовнішніх небезпек.

## Історія
Збройні сили Сейшельських Островів беруть свій початок з 5 червня 1977 р. Підставою для створення Сил оборони була, як у будь-якої іншої нації. Вона включає в себе захист від зовнішньої агресії, безпеку виключної економічної зони і важливих об'єктів, а також інші завдання, як зазначено час від часу.